# Lista över fartyg med namnet M/S Stena Carrier
M/S Stena Carrier är ett fartygsnamn för flera fartyg vid Stena Line. Sedan 2018 har inte Stena Line något fartyg med namnet Stena Carrier.
| Tid       | Sjösatt som           | År   | Efterföljande namn | Upphuggen som            | Typ   |
| --------- | --------------------- | ---- | ------------------ | ------------------------ | ----- |
| 1970–1974 | M/S Stena Carrier     | 1970 | M/S Ulidia         | M/S Lider Avrasya (2011) | Ro/Ro |
| 1980      | M/S Imparca Express I | 1978 | Imparca Miami      | Global Carrier (2012)    | Ro/Ro |
| 1981–1982 | M/S Imparca Express I | 1978 | Jolly Bruno        | Global Carrier (2012)    | Ro/Ro |
| 1983–2004 | M/S Imparca Express I | 1978 | Global Carrier     | Global Carrier (2012)    | Ro/Ro |
| 2004-2018 | M/S Aronte            | 1998 | M/S Mexico Star    |                          | Ro/Ro |

## Källhänvisningar
1. ↑  ”Fakta om Fartyg Stena Line”. Arkiverad från originalet den 25 maj 2012. https://archive.is/20120525150635/http://www.faktaomfartyg.nu/stena_roro.htm.
2. ↑  M/S Stena Carrier (1970) på faktaomfartyg.se
3. ↑  Robin des Bois. ”Lider Avrasya” (pdf). Ship-breaking.com 2011. sid. 11. https://robindesbois.org/wp-content/uploads/2014/10/shipbreaking26.pdf. Läst 20 november 2021.
4. ↑  M/S Imparca Express I (1978) Arkiverad 21 januari 2022 hämtat från the Wayback Machine. på faktaomfartyg.se
5. ↑  Robin des Bois. ”Global Carrier” (pdf). Ship-breaking.com 2012. sid. 36. https://robindesbois.org/wp-content/uploads/2014/10/shipbreaking28.pdf. Läst 20 november 2021.
6. ↑  ”Faktaomfartyg-sajten med historia om fartyget”. Arkiverad från originalet den 25 maj 2012. https://archive.today/20120525150635/http://www.faktaomfartyg.nu/aronte_2004.htm.